# 최영호 (군인)
최영호(미상 ~ )은 조선민주주의인민공화국의 군인 겸 정치인이다. 조선로동당 중앙위원회 위원이다.

## 경력
2014년 12월, 항공 및 반항공군 사령관에 임명되었다. 2015년 1월 조선인민군 상장으로 승진한 데 이어 7월에 대장으로 승진했다. 2016년 5월, 조선로동당 제7차 대회에서 조선로동당 중앙위원회 위원에 임명되었다. 2017년 인민군 상장으로 계급이 강등되었다.

## 기타
2015년 11월 리을설 사망 당시에 국가장의위원회 위원을 맡았다.